# Internet Explorer 7
Windows Internet Explorer 7 (forkortet IE7) er en webbrowser udgivet af Microsoft, den 18. oktober 2006. Internet Explorer 7 er den syvende version af Internet Explorer. Det var den første store opdatering til browseren i mere end 5 år. Den er standardbrowser i Windows Vista og Windows Server 2008, og tilbydes som en erstatning for Internet Explorer 6 til Windows XP og Windows Server 2003. Fra og med denne version har de nye versioner af Internet Explorer ikke kunnet fungere sammen med Windows NT 4.0, Windows 98, Windows 98 SE, Windows 2000, og Windows Me. I 2012 havde IE7 en global markedsandel på 1,5 til 5%.
Nogle dele af det underordnede udseende, herunder rendering og sikkerhedsrammer, er blevet forbedret. Nye funktioner omfatter tabbed browsing, side-zoom, et integreret søgefelt, en feed-læser, bedre internationalisering, og bedre understøttelse af webstandarder, selv om den stadig ikke understøtter Acid2 eller Acid3. Af Sikkerhedsforbedringer kan nævnes et phishing-filter, bedre kryptering på Windows Vista (256-bit fra 128-bit i Windows XP), og en "Slet browserdata"-knap for nemt at rydde private data. Det er også den første version af Internet Explorer, der sælges og markedsføres under navnet 'Windows', i stedet for 'Microsoft'. 
IE7 blev afløst af Internet Explorer 8 i marts 2009.

## Historie
I 2001 udgav Microsoft webbrowseren Internet Explorer 6 som en opdatering til Windows 98, Windows Me, Windows NT 4.0, og Windows 2000 og udgav den som standard i Windows XP. Med udgivelsen af IE6 Service Pack 1 i 2003 meddelte Microsoft, at fremtidige opgraderinger til Internet Explorer kun ville komme via fremtidige opgraderinger af Windows, som at "yderligere forbedringer til Internet Explorer vil kræve forbedringer af det underliggende OS." 
Den første betaversion af IE7 blev udgivet den 27. juli 2005 til teknisk afprøvning, og den første offentlige fremvisning af Internet Explorer 7 (Beta 2 Preview: Pre-Beta 2-versionen) blev udgivet den 31. januar 2006
Lanceringen skete den 18. oktober 2006. Samme dag fremkom Yahoo! med en post-betaversion af Internet Explorer 7 sammen med Yahoo! Toolbar.
I slutningen af 2007 meddelte Microsoft, at IE7 ikke ville indgå som en del af Windows XP SP3, dog ville både Internet Explorer 6 og 7 modtage opdateringer.